# King City (Kalifornia)
King City – miasto w Stanach Zjednoczonych, w stanie Kalifornia, w hrabstwie Monterey.